# Káposztás-kerti 1. sz. barlang
A Káposztás-kerti 1. sz. barlang az Aggteleki Nemzeti Park területén található egyik barlang. A barlang az Aggteleki-karszt és a Szlovák-karszt többi barlangjával együtt 1995 óta a világörökség része.

## Leírás
Szögligeten, a település központjától ÉNy-ra, a Szalamandra-háztól 258°-ra, 2,2 km-re, a Ménes-tótól 289°-ra, 772 m-re található a barlang. A Ménes-völgyből szép szurdokvölgyön keresztül közelíthető meg. A Káposztás-kerti-forrás ÉNy-ra, légvonalban 600 m-re van a forrás Ménes-patakba torkollásától. A forrás felett elhelyezkedő hegyoldalban lévő kis sziklafalban, némi sziklamászással megközelíthető helyen, a forrástól kb. 7–8 m-rel magasabban, 279 m tengerszint feletti magasságban, erdőben van a barlang nehezen észrevehető, természetes jellegű, ovális, 1 m magas, 50 cm széles bejárata. A távolról csak sejthető nyílást egy keskeny sziklataraj takarja el. Néhány turistatérkép barlangjellel és nevének feltüntetésével jelöli a barlang helyét.
A bejáratot egy kis terem követi, amelyből egy 3 m hosszú, hegyesszögben induló, DDK-re tartó csúszda ágazik ki. A csúszda kanyarja utáni járat 3 m után egy kis terembe, a Denevér-terembe vezet. A terem után következő járat egy keskeny szifonban folytatódik, amelyet egy darabig kitágítottak és nem ér véget. További járatok is fel lettek tárva, melyeknek összhossza kb. 23 m, de ezek nem lettek még felmérve. Elágazó, inaktív forrásbarlang.
Előfordul a barlang az irodalomban Káposztáskert, I-es barlang (Rácz 1978), Káposztás-kert I. sz. barlang (Kordos 1978), Káposztás-kerti 1.sz. barlang (Vlk 2019), Káposztás-kerti-barlang (Záhorszki 2003), Káposztáskerti-barlang (Balázs 1957), Káposztáskerti barlang (Bertalan 1976), Káposztás-kerti-forrásbarlang (Kordos 1984), Káposztáskerti-forrásbarlang (Dénes 2004), Káposztáskerti-forrás barlangrendszere (Balázs 1957) és Pihenö-barlang (Vlk 2019) neveken is. A Káposztáskerti 1. sz. barlang és Pihenő-barlang nevek a szilvásváradi Káposztáskerti-beszakadás névváltozatai.

## Kutatástörténet
1957-ben a Kinizsi Barlangkutató Csoport kutatta. A kutatásról szóló kézirat szerint a Káposztáskerti-forrást nehezen lehet megtalálni, mert a forrás sűrű bozótban, a patakmeder északi oldalában, sziklás hegyoldal alatt, 270 méter tengerszint feletti magasságban helyezkedik el. A forrás vízhozama 1957. augusztus 27-én körülbelül 300 liter volt percenként. A forrásvíz hőmérséklete 10,6 °C. A forrás vízhozamingadozása nagyon nagy, amire a forrás felett lévő, jól kifejlődött, sziklás, árvízi patakmeder utal. Valószínűleg összefügg a derenki 1. sz. víznyelővel és ezért légvonalban 600 méter lehet a barlangrendszere.
Vidomáj-pusztai lakók vezették el a csoport kutatóit, Szentes Györgyöt, Csekő Árpádot, Bártfay Pált és Frojimovics Gábort az eldugott forráshoz, ahol a forrás feletti sziklafalakat átvizsgálva négy árvízi kitörési helyet találtak. Először az első kettőt, a térképen A és B jelzésűeket kezdték bontani, de nem jutottak messzire mindkét járat összeszűkülése miatt. Ekkor Szentes György a harmadik, térképen C jelzésű, a forrás felett körülbelül hét–nyolc méter magasan lévő, egy méter széles, fél méter magas nyíláson bemászott és bontás nélkül, szűk járatokon keresztül egy kis terembe, Denevér-terem ért. A terem falán felmászva egy másik szűk járatban a Kürtőig jutott, amely a bejárattól 17 méterre van. A járat folytatódott tovább, de ide már nem fért be.
A következő napon Hazslinszky Tamás és Frojimovics Péter folytatták a kutatást. A Hajtűkanyart és az előtte lévő két méteres részt tisztították meg a nagy kövektől, majd felmászva a Denevér-terem falán a Kürtőig tartó részen kellett a mennyezetről belógó köveket leverni. Ezután a Szentes György által jelzett végponti járatban négy métert haladtak előre az agyagkitöltés eltávolításával. Beljebb a járat nagyon alacsonnyá vált és megállapították, hogy a továbbjutás csak fáradságos, hosszú, de nem kellemetlen (teljesen száraz a kitöltés) bontás után lehetséges. E szifon után a járat megint szélesedni és magasodni látszik.
Innen visszatérve Hazslinszky Tamás a Kürtő nyílását kövek leverésével annyira kiszélesítette, hogy lefért rajta. Körülbelül 2,5–3 métert lemászva egy hasadékba került, amely délnyugati irányban egy körülbelül 8–10 méter hosszú, 1,3 méter magas és 1,5 méter széles folyosóba kapcsolódik, amelynek végét kőomladék zárja el. Ellenkező irányban, északkeletre a hasadék eléri a három–négy méteres magasságot, de összeszűkül 20–30 centiméterre. Ez a szakasz, a Kürtőtől lefelé a lejutási nehézségek és időhiány miatt nem lett felmérve.
E kutatással egyszerre kezdte el Györödi Lajos, majd később Dénes György is a negyedik, D jelzésű kitörési pont bontását. Agyagos, nagyon eltömődött járatot mélyítve körülbelül négy méter után erős huzatot éreztek. Ezután ez a járat is nagyon eltömődött és ezért időhiány miatt abba kellett hagyni ezen a munkahelyen is a munkát. A barlang felmérését Hazslinszky Tamás és Frojimovics Gábor végezte el. Az ismert járatok hossza kb. 40 méter, a barlang mélysége ismeretlen. Kb. egy km-es barlangrendszer feltárása valószínű az aránylag egyszerű és a Kecskés-kúti-forrásbarlangnál egészségesebb körülmények között folytatott egy-két hetes feltárómunka során.

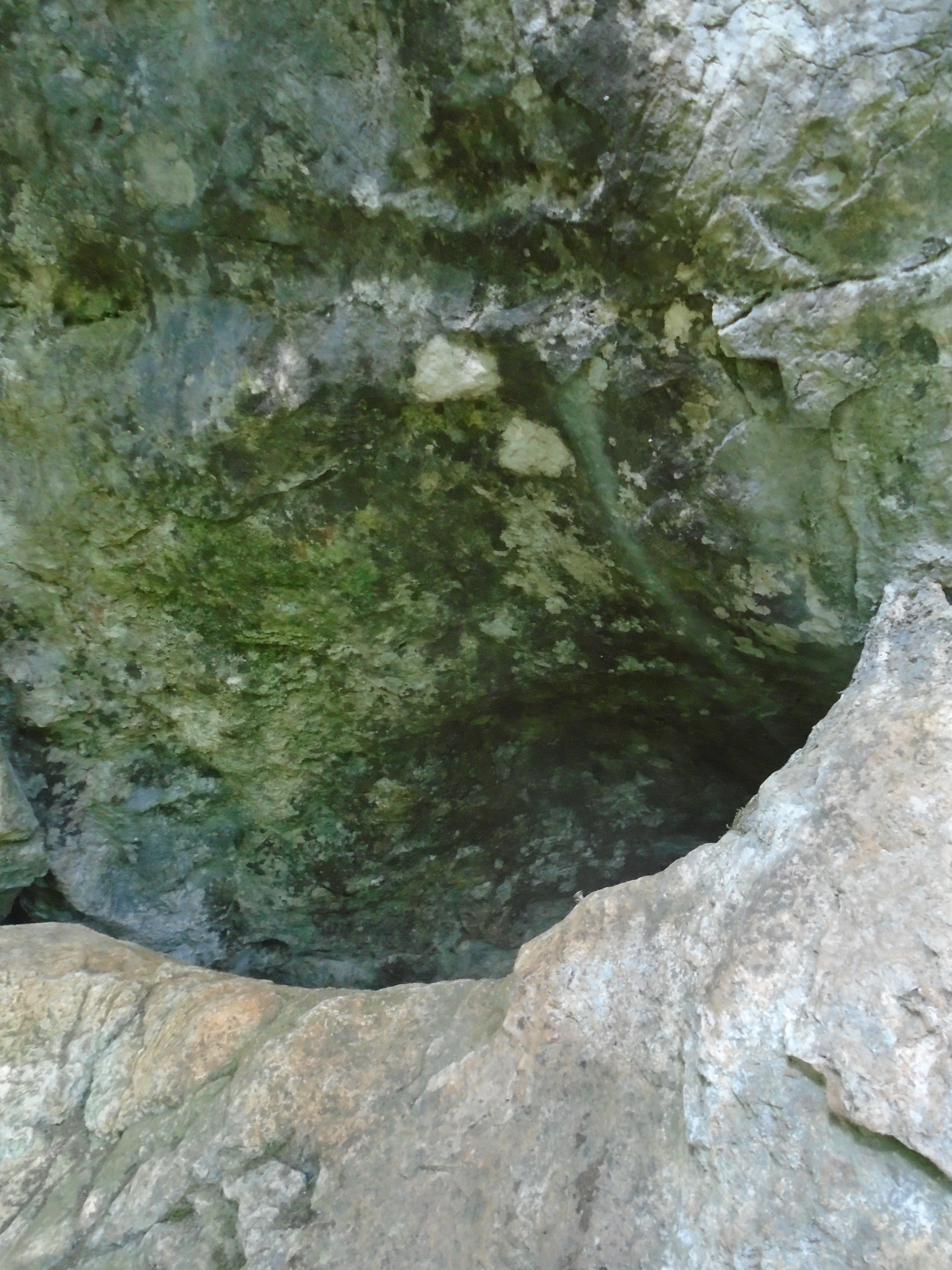
A messziről csak sejthető barlangbejárat

1957-ben készült el a barlang alaprajz térképe, amely 1:50 méretarányban mutatja be a barlangot. A térképlapon látható a barlang helyszínrajza is. A kutatási jelentés alapján a térképen 1:100 méretarányban figyelhető meg a barlang. A térkép csak a szifonig mutatja be a barlangot. Az 1976-ban befejezett, Bertalan Károly által írt kéziratban az olvasható, hogy az Alsó-hegyen, Szögligeten található a Káposztáskerti-forrás barlangrendszere (Káposztáskerti barlang). Az Éles-tetői-forrás és a Kecskés-forrás vizét levezető patak Ménes-völgybe torkollásától ÉNy-ra, légvonalban 600 m-re, 270 m tszf. magasságban helyezkedik el a barlang. Érdemes lenne tovább bontani a 40 m hosszú barlangot. A kézirat barlangot ismertető része az 1957-ben készült kézirat alapján lett írva. 1978 őszén a Vass Imre Barlangkutató Csoport tagjai kis mennyiségű üledékmintát gyűjtöttek a barlang kitöltéséből, amelyet őslénytani szempontból Rácz József vizsgált meg. A minta ősmaradvány mentes volt.
Az 1984-ben kiadott, Magyarország barlangjai című könyv országos barlanglistájában szerepel az Aggteleki-karszton lévő barlang Káposztás-kerti-forrásbarlang néven. A listához kapcsolódóan látható az Aggteleki-karszt és a Bükk hegység barlangjainak földrajzi elhelyezkedését bemutató 1:500 000-es méretarányú térképen a barlang földrajzi elhelyezkedése. A barlang 1995 óta az Aggteleki-karszt és a Szlovák-karszt többi barlangjával együtt a világörökség része. A Nyerges Attila által 1997-ben készített szakdolgozatban meg van említve, hogy a Káposztás-kerti-forrásbarlang az 5450-es (Alsó-hegy) kataszteri egységben elhelyezkedő barlangok között van. A 2004–2005. évi Karszt és Barlangban publikált nekrológ szerint Frojimovics Péter részt vett az 1957. évi feltárásában, első bejárásában és felmérésében.
Az Alsó-hegy karsztjelenségeiről szóló, 2019-ben kiadott könyvben az olvasható, hogy a Káposztás-kerti 1.sz. barlang (Pihenö-barlang) 40 m hosszú és nincs mélysége. A barlang azonosító számai: Szlovákiában 072, Magyarországon 5451/12. A könyvben publikálva lett a barlang 1957-ben készült alaprajz térképe. A barlangot ismeretlen időpontban, ismeretlen személy mérte fel, majd ismeretlen időpontban, ismeretlen személy a felmérés alapján megrajzolta a barlang térképét. A térképet 2017-ben Luděk Vlk digitalizálta. A kiadványban van egy színes fénykép, amelyen a barlang bejárata figyelhető meg. A műbe bekerült egy 2018-ban rajzolt helyszínrajz, amelyen a Káposztás-kerti 1. sz. barlang, a Káposztás-kerti 2. sz. barlang és a Káposztás-kerti 3. sz. barlang egymáshoz viszonyított helyzete és a három barlang alaprajza figyelhető meg. A Jiří Novotný által szerkesztett helyszínrajz elkészítéséhez a barlangot Jiří Novotný, Mojmír Záviška, Martin Mandel és Jarmila Mandelová mérték fel 2018-ban. A helyszínrajzot 2019-ben Luděk Vlk digitalizálta. A kiadványhoz mellékelve lett az Alsó-hegy részletes térképe. A térképet Luděk Vlk, Mojmír Záviška, Ctirad Piskač, Jiřina Novotná, Miloš Novotný és Martin Mandel készítették. A térképen, amelyen fekete ponttal vannak jelölve a barlangok és a zsombolyok, látható a Káposztás-kerti 1. sz. barlang (5451/12, 072) földrajzi elhelyezkedése.